# St. Franz Xaver (Schwaighausen)

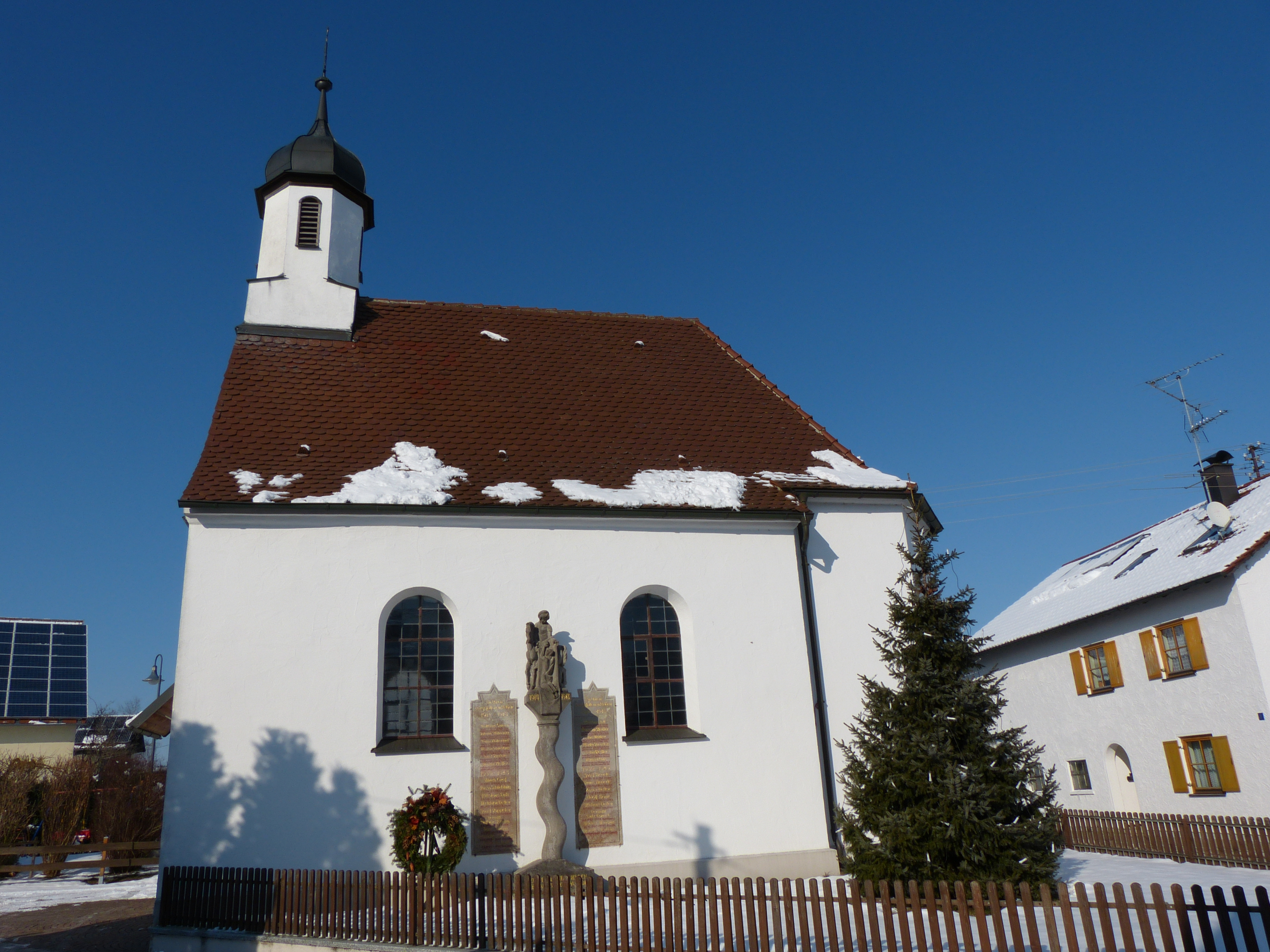
Kapelle St. Franz Xaver in Schwaighausen

Die römisch-katholische Kapelle St. Franz Xaver befindet sich in Schwaighausen, einem Ortsteil von Holzgünz im Landkreis Unterallgäu in Bayern. Sie.steht unter Denkmalschutz.

## Geschichte und Baubeschreibung

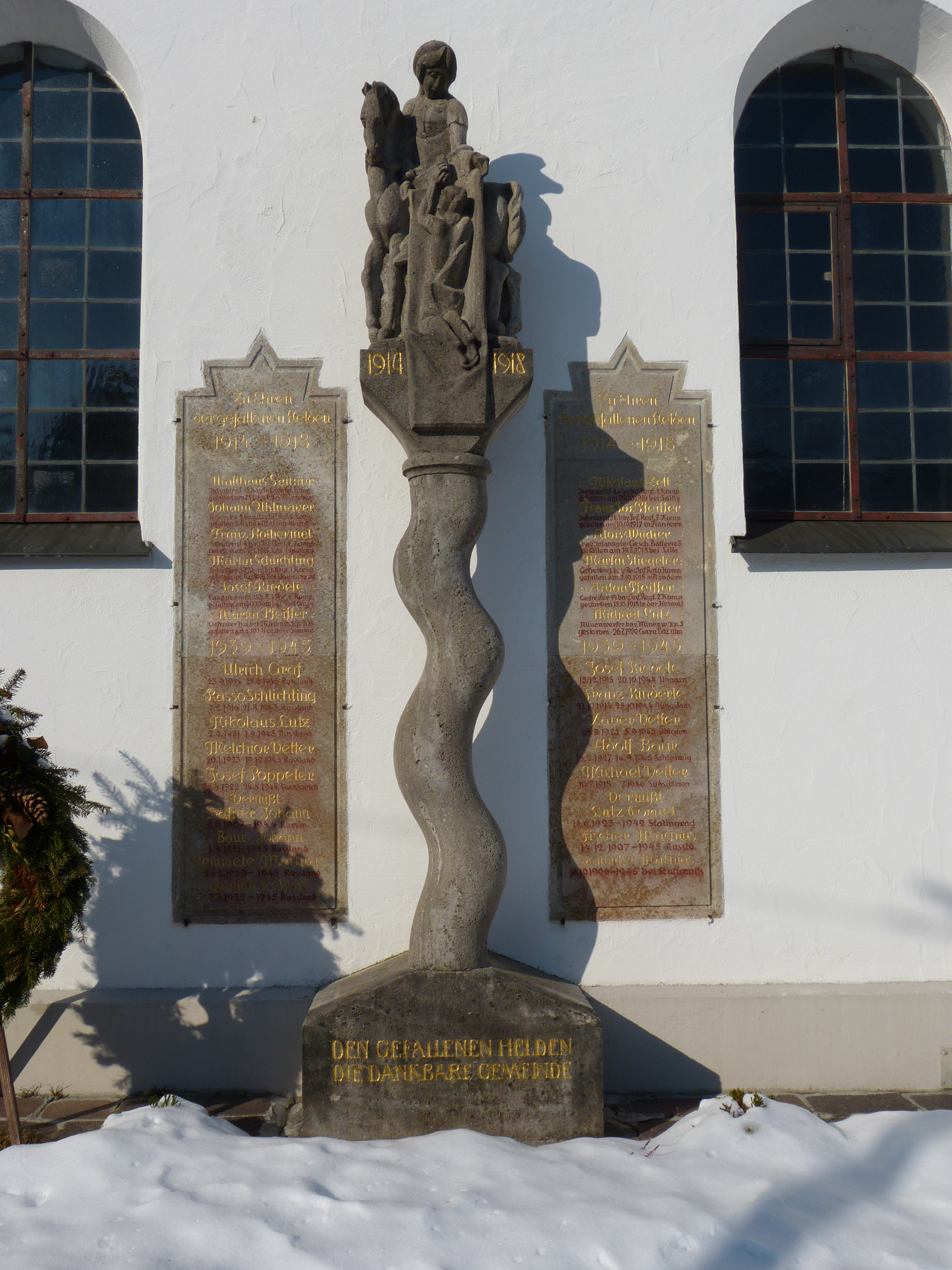
Kriegerdenkmal an der Kapelle in Schwaighausen

Die verputzte Kapelle befindet sich inmitten des Ortes Schwaighausen und wurde 1748 errichtet. Eine Renovierung fand im Jahr 1955 statt. Das Langhaus verfügt über zwei Fensterachsen und ist mit einem Tonnengewölbe über Pilastergliederung versehen. Der Chor ist leicht eingezogen und verfügt über einen 5/8 Schluss. An der Westseite im Inneren der Kapelle befindet sich eine Empore. Die Eisenstützen der Empore sind modern. An der Westfassade befindet sich ein Dachreiter mit Zwiebelhaube. Dieser befindet sich auf einem vierseitigen Sockelgeschoss. Der Eingang an der Westseite enthält Rocailleschnitzerei. An der Südseite der Kapelle befindet sich ein Kriegerdenkmal für die Gefallenen von 1914–1918.

## Ausstattung
Der Altar ist ein marmorierter Holzaufbau an einer Wappenkartusche des Kreuzherrnklosters. Die Wappenkartusche ist bezeichnet mit I. M. Schmid Kaufbeuren 1752. Das Altarbild zeigt den hl. Franz Xaver im Sturm. Das Altarblatt ist von diagonal gestellten Freisäulen und Volutenpilastern umgeben. Rechts und links des Altares befinden sich die Figuren des hl. Franziskus und des hl. Antonius. Das Auszugsbild des Altares stellt die Krönung Mariens dar.
Das Deckengemälde im Chor stellt die hl. Katharina und den hl. Matthäus dar und ist mit A. J. Walch Kauffbeuren bezeichnet. Neben dem Deckengemälde befinden sich zwei Putten mit Wappen, diese sind mit 1752 JMM bezeichnet. Die Langhausdecke ziert ein Gemälde mit der Darstellung der Bekehrung eines Negerfürsten durch den hl. Franz Xaver. Zusätzlich zum Deckengemälde stammen aus dem 18. Jahrhundert die Gemälde des hl. Aloisius von Gonzaga und die Darstellung eines Heiligen des Jesuitenordens. Um das Jahr 1700 wurden die Gemälde der vier Evangelisten geschaffen.
In der Kapelle befinden sich mehrere gefasste Holzfiguren. Aus dem 16. Jahrhundert stammt die Figur des hl. Sebastian, eine kleine stehende Muttergottes stammt aus dem 18. Jahrhundert. Aus der Zeit um 1520/1530 stammen die Halbfiguren zweier kleiner leuchtertragender Akoluthen. Sowohl der Kruzifixus mit Maria und Johannes, wie auch der Christus an der Geißelsäule stammen aus dem 18. Jahrhundert. Das Gestühl stammt aus der Mitte des 18. Jahrhunderts.